# Baabda
Ne doit pas être confondu avec Baabdat.
Baabda est une ville de Liban, la capitale du Mont-Liban. Elle est également le chef-lieu du District de Baabda.
La ville se trouve dans la banlieue sud de la capitale libanaise, Beyrouth.
Le Palais présidentiel de Baabda qui est la résidence officielle de la Présidence de la République du Liban, et le Sérail de Baabda sont situés dans cette ville.